# Nu we er toch zijn
Nu we er toch zijn is een televisieprogramma van de Nederlandse omroep BNN (later BNNVARA). In dit programma gaan een presentator, een cameraman en een geluidsman diverse Nederlandse gemeenten af om de gastvrijheid te onderzoeken.
Van 2004 tot en met 2009 werd Nu we er toch zijn gepresenteerd door Eddy Zoëy, vergezeld door cameraman Jasper en geluidsman Arjan. Dit trio stopte doordat Zoëy begin 2009 de overstap maakte naar RTL. Het programma werd voor één seizoen overgenomen door Filemon Wesselink, cameraman François en geluidsman Linray, waarna Sophie Hilbrand van januari 2011 tot en met februari 2012 de presentatie verzorgde. In 2020 kwam het programma na acht jaar eenmalig terug op de televisie, ditmaal als Nu we er toch zijn: Pride en met wisselende presentatoren, maar met een vast duo voor beeld en geluid: Nancho en Tessa. Het werd uitgezonden als alternatief voor de Amsterdam Pride die dat jaar moest worden afgelast vanwege de coronapandemie. In de week waarin deze zou plaatsvinden werd in vijf gemeenten getest hoe homovriendelijk deze waren.

## Geschiedenis
In seizoen 2004 en 2005 werd de gastvrijheid getest van vrijdagmiddag 12.00 uur tot zondagmiddag 12.00 uur. Sinds 2006 wordt de test gehouden van dinsdagavond 22.00 uur tot donderdagochtend 10.00 uur. Op die manier wordt gekeken of de mensen ook gastvrij zijn als ze de volgende morgen weer vroeg naar het werk moeten.
De test begint 's avonds of in de namiddag aan de rand van de gemeente met een lift naar het centrum. Meestal wordt dan aan de mensen daar gevraagd wat ze van de gemeente vinden, gastvrijheid, enzovoort. Vervolgens wordt aangebeld bij mensen thuis voor een hapje, een drankje of een slaapplek. Vaste onderdelen zijn het bezoek aan een garagebedrijf voor een leenauto die altijd met BNN-logo's wordt beplakt(deze werd gebruikt om tijdens de test naar verschillende plekken in de gemeente te rijden) en een bezoek op het privéadres van de burgemeester, waar eveneens de gastvrijheid getest wordt. Dit gebeurt op dezelfde manier als bij de andere mensen thuis.
Het is gebruikelijk om altijd bij de persoon of plaats waar aangebeld wordt een speciale ja-nee-sticker op de deur te plakken als diegene zichzelf gastvrij geeft door dus eten of slaapplek aan te bieden(groene sticker) of juist weigert en/of de deur spontaan weer dicht gooit(rode sticker). Ook de burgemeester krijgt na het bezoek op zijn privéadres zo'n sticker op de deur. Een belangrijk aspect bij de bezochte mensen zijn de persoonlijke verhalen die zij te vertellen hebben.
Sinds 2006 wordt aan het einde van elke aflevering een plaquette uitgereikt aan de gemeente, die wordt opgehangen bij het gemeentehuis. Er zijn drie verschillende plaquettes: de gouden (deze gemeente is erg gastvrij), de zilveren (het kan ermee door) en de zwarte (totaal niet gastvrij). In 2020 wordt er in plaats van een plaquette een wimpel uitgereikt, waarmee de presentator zijn of haar oordeel aanduidt over de homovriendelijkheid in de desbetreffende gemeente. Tot op heden (juli 2020) is de zwarte plaquette/wimpel alleen in Veenendaal, Londen, Swansea en Capelle aan den IJssel opgehangen.
Vanaf 2009 wordt de gastvrijheid getest aan de hand van een seizoensthema, zoals 'probleemwijken' en 'rijke gemeenten'.

### Op vakantie
Vanaf 12 augustus 2007 zond BNN eveneens een nieuwe serie uit, getiteld Nu we er toch zijn: Op vakantie. De opnamen begonnen op 1 juli van dat jaar. In verschillende afleveringen reisde Eddy Zoëy met zijn team langs Spaanse plaatsen als Marbella, Torremolinos en Lloret de Mar. Hier testte hij, net als in Nederland, de gastvrijheid van lokale bewoners. Ook de gastvrijheid van vakantiegangers werd getest. In de zomer van 2008 werd de gastvrijheid van Zweden getest. Onder meer de plaatsen Uppsala, Stockholm, Karlstad en Göteborg werden aangedaan. Ook in 2009 werd de gastvrijheid van een land getest, dit keer in Groot-Brittannië. In deze serie werden onder andere Londen en Blackpool bezocht. In de eerste drie afleveringen van het seizoen Nu we er toch zijn: Op vakantie in Groot-Brittannië was Paco de geluidsman.

## Seizoenen

### 2004: Seizoen 1
| Datum uitzending | Gemeente                     | Provincie         |
| ---------------- | ---------------------------- | ----------------- |
| 15 november 2004 | Ede                          | Gelderland        |
| 22 november 2004 | Venlo                        | Limburg           |
| 29 november 2004 | Smallingerland Smellingerlân | Friesland Fryslân |
| 6 december 2004  | Emmen                        | Drenthe           |
| 13 december 2004 | Dordrecht                    | Zuid-Holland      |
| 27 december 2004 | Zaanstad                     | Noord-Holland     |

### 2005: Seizoen 2
| Datum uitzending | Gemeente                        | Provincie         |
| ---------------- | ------------------------------- | ----------------- |
| 20 juni 2005     | Westland                        | Zuid-Holland      |
| 27 juni 2005     | Valkenswaard                    | Noord-Brabant     |
| 4 juli 2005      | Delfzijl                        | Groningen         |
| 11 juli 2005     | Urk                             | Flevoland         |
| 18 juli 2005     | Bergen                          | Noord-Holland     |
| 25 juli 2005     | Sluis                           | Zeeland           |
| 1 augustus 2005  | Oude IJsselstreek               | Gelderland        |
| 15 augustus 2005 | Wymbritseradeel Wymbritseradiel | Friesland Fryslân |
| 22 augustus 2005 | Steenwijkerland                 | Overijssel        |
| 29 augustus 2005 | Simpelveld                      | Limburg           |

### 2006: Seizoen 3
| Datum uitzending | Gemeente    | Provincie            | Plaquette  |
| ---------------- | ----------- | -------------------- | ---------- |
| 3 juli 2006      | De Bilt     | Utrecht              | Zilver     |
| 10 juli 2006     | Veere       | Zeeland              | Zilver     |
| 17 juli 2006     | Dronten     | Flevoland            | Goud       |
| 24 juli 2006     | Weert       | Limburg              | Zilver     |
| 31 juli 2006     | Reiderland  | Groningen            | Zilver     |
| 7 augustus 2006  | Halderberge | Noord-Brabant        | Zilver     |
| 14 augustus 2006 | Texel       | Noord-Holland        | Zilver     |
| 21 augustus 2006 | Curaçao     | Nederlandse Antillen | Goud       |
| 30 augustus 2006 | Compilatie  | Compilatie           | Compilatie |

### 2007: Seizoen 4
| Datum uitzending | Gemeente      | Provincie         | Plaquette  |
| ---------------- | ------------- | ----------------- | ---------- |
| 6 april 2007     | Maastricht    | Limburg           | Zilver     |
| 13 april 2007    | Bodegraven    | Zuid-Holland      | Goud       |
| 20 april 2007    | Veenendaal    | Utrecht           | Zwart      |
| 27 april 2007    | Schagen       | Noord-Holland     | Zilver     |
| 4 mei 2007       | Staphorst     | Overijssel        | Zilver     |
| 11 mei 2007      | Stadskanaal   | Groningen         | Goud       |
| 18 mei 2007      | Winterswijk   | Gelderland        | Zilver     |
| 25 mei 2007      | Oss           | Noord-Brabant     | Zilver     |
| 1 juni 2007      | Achtkarspelen | Friesland Fryslân | Zilver     |
| 8 juni 2007      | Compilatie    | Compilatie        | Compilatie |

### 2008: Seizoen 5
| Datum uitzending | Gemeente                | Provincie         | Plaquette |
| ---------------- | ----------------------- | ----------------- | --------- |
| 8 januari 2008   | Noordoostpolder         | Flevoland         | Goud      |
| 15 januari 2008  | Uden                    | Noord-Brabant     | Goud      |
| 22 januari 2008  | Westervoort             | Gelderland        | Zilver    |
| 29 januari 2008  | Binnenmaas              | Zuid-Holland      | Zilver    |
| 5 februari 2008  | Den Helder              | Noord-Holland     | Zilver    |
| 12 februari 2008 | Dongeradeel Dongeradiel | Friesland Fryslân | Zilver    |
| 26 februari 2008 | Coevorden               | Drenthe           | Goud      |
| 11 maart 2008    | Noordwijk               | Zuid-Holland      | Zilver    |
| 18 maart 2008    | Almere                  | Flevoland         | Zilver    |
| 25 maart 2008    | Terneuzen               | Zeeland           | Goud      |

### 2009: Seizoen 6 - probleemwijken
| Datum uitzending | Wijk(en)                                                | Gemeente  | Provincie     | Plaquette |
| ---------------- | ------------------------------------------------------- | --------- | ------------- | --------- |
| 4 januari 2009   | Nieuw-West (Geuzenveld-Slotermeer, Osdorp, Slotervaart) | Amsterdam | Noord-Holland | Goud      |
| 11 januari 2009  | Palemig, Meezenbroek, Molenberg, Schaesbergerveld       | Heerlen   | Limburg       | Goud      |
| 18 januari 2009  | Kanaleneiland, Ondiep, Overvecht                        | Utrecht   | Utrecht       | Zilver    |
| 25 januari 2009  | De Hoogte, Korrewegwijk                                 | Groningen | Groningen     | Goud      |
| 1 februari 2009  | Presikhaaf                                              | Arnhem    | Gelderland    | Zilver    |
| 8 februari 2009  | Schilderswijk                                           | Den Haag  | Zuid-Holland  | Goud      |
| 15 februari 2009 | Woensel-West (Groenewoud)                               | Eindhoven | Noord-Brabant | Goud      |
| 22 februari 2009 | Rotterdam-Zuid                                          | Rotterdam | Zuid-Holland  | Zilver    |
| 1 maart 2009     | Hatert                                                  | Nijmegen  | Gelderland    | Goud      |

### 2009: Seizoen 7 - rijke gemeenten
| Datum uitzending | Gemeente           | Provincie     | Plaquette |
| ---------------- | ------------------ | ------------- | --------- |
| 30 oktober 2009  | Son en Breugel     | Noord-Brabant | Goud      |
| 6 november 2009  | Bloemendaal        | Noord-Holland | Zilver    |
| 13 november 2009 | Lochem             | Gelderland    | Goud      |
| 20 november 2009 | Stadsdeel Oud-Zuid | Noord-Holland | Zilver    |
| 27 november 2009 | Haren              | Groningen     | Goud      |
| 18 december 2009 | Wassenaar          | Zuid-Holland  | Zilver    |
| 8 januari 2010   | Waalre             | Noord-Brabant | Goud      |
| 14 januari 2010  | Mook en Middelaar  | Limburg       | Goud      |

### 2011: Seizoen 8 - gemeenten / dorpen die recent in het nieuws zijn geweest
| Datum uitzending | Gemeente / dorp             | Provincie     | In de media vanwege...                                         | Plaquette |
| ---------------- | --------------------------- | ------------- | -------------------------------------------------------------- | --------- |
| 2 januari 2011   | Den Haag                    | Zuid-Holland  | Oh Oh Cherso                                                   | Goud      |
| 9 januari 2011   | Nij Beets                   | Friesland     | Babymoorden                                                    | Goud      |
| 16 januari 2011  | De Eindhovense wijk Woensel | Noord-Brabant | De Postcode Kanjer van januari 2010                            | Zilver    |
| 23 januari 2011  | Venlo                       | Limburg       | Monsterscore Geert Wilders tijdens de Kamerverkiezingen        | Goud      |
| 30 januari 2011  | Enschede                    | Overijssel    | Vuurwerkramp 2000 en Landskampioenschap voetbal FC Twente 2010 | Goud      |

### 2012: Seizoen 9 - plaatsen die het voorafgaande jaar in het nieuws waren
| Datum uitzending | Gemeente / dorp                 | Provincie     | In de media vanwege...                                              | Plaquette |
| ---------------- | ------------------------------- | ------------- | ------------------------------------------------------------------- | --------- |
| 5 januari 2012   | De Utrechtse wijk Leidsche Rijn | Utrecht       | Politie en gemeente aangeklaagd door weggepest homostel             | Zilver    |
| 12 januari 2012  | Alphen aan den Rijn             | Zuid-Holland  | Schietpartij winkelcentrum De Ridderhof                             | Goud      |
| 19 januari 2012  | Heumen                          | Gelderland    | Elsevier verkoos Heumen tot gezelligste gemeente van het land       | Goud      |
| 26 januari 2012  | Amsterdam                       | Noord-Holland | Occupy Amsterdam                                                    | Goud      |
| 2 februari 2012  | Oostrum                         | Limburg       | Dreigende uitzetting van de jonge Angolese asielzoeker Mauro Manuel | Goud      |
| 9 februari 2012  | Moerdijk                        | Noord-Brabant | Brand Chemie-Pack                                                   | Goud      |

## Seizoenen vanNu we er toch zijn: Op vakantie

### 2007: Seizoen 1 - Spanje
| Datum uitzending  | Gemeente      | Regio     | Plaquette |
| ----------------- | ------------- | --------- | --------- |
| 12 augustus 2007  | Marbella      | Andalusië | Zilver    |
| 19 augustus 2007  | Torremolinos  | Andalusië | Zilver    |
| 26 augustus 2007  | Benidorm      | Valencia  | Goud      |
| 2 september 2007  | Alicante      | Valencia  | Goud      |
| 9 september 2007  | Blanes        | Catalonië | Zilver    |
| 16 september 2007 | Lloret de Mar | Catalonië | Goud      |

### 2008: Seizoen 2 - Zweden
| Datum uitzending | Gemeente  | Provincie/Län                              | Plaquette |
| ---------------- | --------- | ------------------------------------------ | --------- |
| 6 juli 2008      | Karlstad  | Värmlands län                              | Goud      |
| 13 juli 2008     | Örebro    | Örebro län                                 | Zilver    |
| 20 juli 2008     | Uppsala   | Uppsala län                                | Goud      |
| 27 juli 2008     | Stockholm | Stockholms län                             | Zilver    |
| 3 augustus 2008  | Jönköping | Jönköpings län                             | Zilver    |
| 10 augustus 2008 | Småland   | Kronobergs län, Jönköpings län, Kalmar län | Zilver    |
| 17 augustus 2008 | Malmö     | Skåne län                                  | Zilver    |

### 2009: Seizoen 3 - Engeland
| Datum uitzending | Gemeente  | Regio      | Plaquette |
| ---------------- | --------- | ---------- | --------- |
| 19 juli 2009     | Londen    | Londen     | Zwart     |
| 26 juli 2009     | Oxford    | Oxford     | Goud      |
| 2 augustus 2009  | Swansea   | Wales      | Zwart     |
| 9 augustus 2009  | Brighton  | Brighton   | Goud      |
| 23 augustus 2009 | Plymouth  | Devon      | Goud      |
| 30 augustus 2009 | Liverpool | Merseyside | Goud      |

### 2010: Seizoen 4 - Nederland
| Datum uitzending | Gemeente      | Presentator        | Plaquette |
| ---------------- | ------------- | ------------------ | --------- |
| 5 juli 2010      | Ameland       | Filemon Wesselink  | Goud      |
| 6 juli 2010      | Nieuw-Vennep  | Zarayda Groenhart  | Goud      |
| 7 juli 2010      | Vrouwenpolder | Sophie Hilbrand    | Goud      |
| 8 juli 2010      | Zandvoort     | Valerio Zeno       | Goud      |
| 9 juli 2010      | Harderwijk    | Sander Lantinga    | Goud      |
| 12 juli 2010     | Loon op Zand  | Nicolette Kluijver | Goud      |
| 13 juli 2010     | Sexbierum     | Geraldine Kemper   | Goud      |
| 14 juli 2010     | Baarle        | Patrick Lodiers    | Goud      |
| 15 juli 2010     | Sneek         | Floortje Dessing   | Goud      |
| 16 juli 2010     | Groningen     | Dennis Storm       | Goud      |
| 19 juli 2010     | Langweer      | Filemon Wesselink  | Goud      |
| 20 juli 2010     | Oosterhout    | Geraldine Kemper   | Zilver    |
| 21 juli 2010     | Den Haag      | Zarayda Groenhart  | Zilver    |
| 22 juli 2010     | Renesse       | Nicolette Kluijver | Goud      |
| 23 juli 2010     | Ommen         | Erben Wennemars    | Goud      |

### 2011: Seizoen 5 - Nederland
| Datum uitzending | Gemeente        | Presentator        | Plaquette |
| ---------------- | --------------- | ------------------ | --------- |
| 27 juni 2011     | Kamperland      | Patrick Lodiers    | Goud      |
| 28 juni 2011     | Lelystad        | Sander Lantinga    | Goud      |
| 29 juni 2011     | Amsterdam-Noord | Geraldine Kemper   | Zilver    |
| 30 juni 2011     | Hoorn           | Zarayda Groenhart  | Zilver    |
| 1 juli 2011      | Delft           | Dennis Storm       | Goud      |
| 4 juli 2011      | Hengelo         | Geraldine Kemper   | Goud      |
| 5 juli 2011      | Peel en Maas    | Manuel Broekman    | Goud      |
| 6 juli 2011      | Loosdrecht      | Ruben Nicolai      | Zilver    |
| 7 juli 2011      | Leiden          | Dennis Storm       | Goud      |
| 8 juli 2011      | Texel           | Nicolette Kluijver | Goud      |
| 11 juli 2011     | Littenseradeel  | Manuel Broekman    | Goud      |
| 12 juli 2011     | Vlissingen      | Zarayda Groenhart  | Goud      |
| 13 juli 2011     | Maaskantje      | Valerio Zeno       | Goud      |
| 14 juli 2011     | Apeldoorn       | Rámon Verkoeijen   | Goud      |
| 15 juli 2011     | Schiermonnikoog | Filemon Wesselink  | Goud      |

## Seizoen vanNu we er toch zijn: Pride
In de week dat Pride Amsterdam van 2020 zou plaatsvinden onderzoeken verschillende presentatoren uit de lhbt-gemeenschap de homovriendelijkheid in vijf gemeenten.
| Datum uitzending | Gemeente               | Presentator       | Wimpel |
| ---------------- | ---------------------- | ----------------- | ------ |
| 27 juli 2020     | Enschede               | Jurre Geluk       | Goud   |
| 28 juli 2020     | Ede                    | Ellie Lust        | Zilver |
| 29 juli 2020     | Weert                  | Rob Jetten        | Zilver |
| 30 juli 2020     | Westerkwartier         | Shary-An Nivillac | Zilver |
| 31 juli 2020     | Capelle aan den IJssel | Loiza Lamers      | Zwart  |